# Gabinete de Michelle O'Neill
El Ejecutivo de la Séptima Asamblea de Irlanda del Norte fue nombrado el 3 de febrero de 2024, tras las elecciones de 2022 para la Séptima Asamblea de Irlanda del Norte celebradas el 5 de mayo de 2022 y las prolongadas negociaciones que condujeron a la Formación Ejecutiva de Irlanda del Norte de 2024. La asamblea recién elegida se reunió por primera vez el 13 de mayo de 2022.

## Antecedentes
Las elecciones a la Asamblea de Irlanda del Norte se celebraron el 5 de mayo de 2022. Por primera vez, Sinn Féin se convirtió en el partido con más escaños (27), superando al Partido Unionista Democrático (DUP), que obtuvo 25. Este resultado otorgó a Sinn Féin el derecho a proponer a la ministra principal, mientras que el DUP podría designar a la viceministra principal, cargos que ejercen conjuntamente en igualdad de condiciones según la legislación.
Sin embargo, tras los comicios, el DUP se negó a participar en la formación del nuevo Ejecutivo y bloqueó la elección de presidente de la Asamblea, en protesta por la aplicación del Protocolo de Irlanda del Norte, parte del acuerdo del Reino Unido con la Unión Europea tras el Brexit. Para el DUP, el protocolo erosionaba la integridad del mercado interno británico al establecer controles aduaneros entre Gran Bretaña e Irlanda del Norte. Esta decisión paralizó la formación del Ejecutivo y dejó la administración en manos de funcionarios.

### Negociaciones
Entre mayo de 2022 y principios de 2024, el DUP mantuvo su boicot a las instituciones autonómicas, exigiendo al Gobierno británico cambios sustanciales en el Protocolo de Irlanda del Norte. Por su parte, Sinn Féin y otros partidos instaron reiteradamente al DUP a poner fin al bloqueo y permitir el funcionamiento del Ejecutivo, señalando los problemas en servicios públicos y presupuestos derivados de la inacción gubernamental.
A finales de enero de 2024, el líder del DUP, Jeffrey Donaldson, anunció que su partido había alcanzado un acuerdo con el Gobierno británico para revisar la aplicación del protocolo. El acuerdo preveía una reducción de los controles sobre bienes procedentes de Gran Bretaña, garantías sobre la pertenencia de Irlanda del Norte al mercado interno del Reino Unido y la entrega de 3 300 millones de libras en financiación adicional para servicios públicos en Irlanda del Norte.

### Formación del Ejecutivo
Tras el anuncio del acuerdo, el DUP votó el 30 de enero de 2024 a favor de retornar a las instituciones. La Asamblea de Irlanda del Norte se reunió el 3 de febrero de 2024, poniendo fin a un bloqueo de casi 22 meses.
Michelle O’Neill fue elegida ministra principal, mientras que la diputada del DUP Emma Little‑Pengelly fue elegida ministra principal adjunta. Se trató de la primera vez que una política nacionalista asumía la jefatura del gobierno.

## Apoyo parlamentario
Luego de que el Partido Unionista Democrático bloqueara la formación del gobierno por sus desacuerdos con varios puntos del acuerdo del Brexit, finalmente el 1 de febrero de 2024 el líder, Jeffrey Donaldson desbloqueo las negociaciones luego de que el Primer Ministro del Reino Unido y el acordaran que la cámara de los comunes aprobaría una nueva una nueva legislación.
| Cámara                        | Candidato        | Fecha                                       | Voto |    |    |    |   |   |   |   | Ind. | Total |
| ----------------------------- | ---------------- | ------------------------------------------- | ---- | -- | -- | -- | - | - | - | - | ---- | ----- |
| Asamblea de Irlanda del Norte | Michelle O'Neill | 3 de enero de 2024 Mayoría simple requerida | Sí   | 27 | 25 | 17 | 9 |   |   |   |      | 78/90 |
| Asamblea de Irlanda del Norte | Michelle O'Neill | 3 de enero de 2024 Mayoría simple requerida | No   |    |    |    |   | 8 | 1 | 1 |      | 10/90 |
| Asamblea de Irlanda del Norte | Michelle O'Neill | 3 de enero de 2024 Mayoría simple requerida | Abs. |    |    |    |   |   |   |   | 2    | 2/90  |

## Composición
Sinn Féin     Partido Unionista Democrático     Partido de la Alianza de Irlanda del Norte     Partido Unionista del Úlster

### Ministra principal de Irlanda del Norte
| Fotografía | Ministra principal de Irlanda del Norte | Período              | Período     | Partido | Partido |
| Fotografía | Ministra principal de Irlanda del Norte | Inicio               | Fin         | Partido | Partido |
| ---------- | --------------------------------------- | -------------------- | ----------- | ------- | ------- |
|            | Michelle O'Neill                        | 3 de febrero de 2024 | En el cargo |         |         |

### Viceministra principal de Irlanda del Norte
| Fotografía | Viceministra principal de Irlanda del Norte | Período              | Período     | Partido | Partido |
| Fotografía | Viceministra principal de Irlanda del Norte | Inicio               | Fin         | Partido | Partido |
| ---------- | ------------------------------------------- | -------------------- | ----------- | ------- | ------- |
|            | Emma Little-Pengelly                        | 3 de febrero de 2024 | En el cargo |         |         |

### Ministerios
| Ministerio                                                  | Fotografía | Titular           | Período              | Período              | Partido | Partido |
| Ministerio                                                  | Fotografía | Titular           | Inicio               | Fin                  | Partido | Partido |
| ----------------------------------------------------------- | ---------- | ----------------- | -------------------- | -------------------- | ------- | ------- |
| Agricultura, Medio Ambiente y Asuntos Rurales               |            | Andrew Muir       | 3 de febrero de 2024 | En el cargo          |         |         |
| Comunidades                                                 |            | Gordon Lyons      | 3 de febrero de 2024 | En el cargo          |         |         |
| Economía                                                    |            | Caoimhe Archibald | 3 de febrero de 2024 | 8 de mayo de 2024    |         |         |
| Economía                                                    |            | Deirdre Hargey    | 8 de mayo de 2024    | 28 de mayo de 2024   |         |         |
| Economía                                                    |            | Conor Murphy      | 28 de mayo de 2024   | 3 de febrero de 2025 |         |         |
| Economía                                                    |            | Caoimhe Archibald | 3 de febrero de 2025 | En el cargo          |         |         |
| Educación                                                   |            | Paul Givan        | 3 de febrero de 2024 | En el cargo          |         |         |
| Finanzas                                                    |            | John O'Dowd       | 3 de febrero de 2024 | En el cargo          |         |         |
| Infraestructura                                             |            | Liz Kimmins       | 3 de febrero de 2024 | En el cargo          |         |         |
| Justicia                                                    |            | Naomi Long        | 3 de febrero de 2024 | En el cargo          |         |         |
| Salud                                                       |            | Mike Nesbitt      | 3 de febrero de 2024 | En el cargo          |         |         |
|                                                             |            |                   |                      |                      |         |         |
| Asistencia a la Ministra principal de Irlanda del Norte     |            | Aisling Reilly    | 3 de febrero de 2024 | En el cargo          |         |         |
| Asistencia a la Viceministra principal de Irlanda del Norte |            | Pam Cameron       | 3 de febrero de 2024 | En el cargo          |         |         |